# جون باكستر (سياسي)
جون باكستر (بالإنجليزية: John Baxter)‏ هو سياسي بريطاني، ولد في 1939. في الانتخابات البرلمانية في أيرلندا الشمالية 1973 ‏، انتخب عضو برلمان أيرلندا الشمالية 1973-1974 وقد انضم خلال فترته النيابية ‏  للكتلة البرلمانية حزب ألستر الوحدوي.